# Бакенбарды
О фильме см. Бакенбарды (фильм)
Бакенбарды или бачки (нидерландский: bakkebaarden)
- Бакенбарды а-ля Франц Иосиф — широкие бакенбарды с усами, предполагающие выбритый подбородок. Если подбородок не был выбрит, то оба конца бакенбард внизу завершались бородкой в виде буквы W. В англоязычном мире называются burnsides или sideburns по имени генерала Бернсайда. В России моду на такие бакенбарды распространил генерал Скобелев.
- Сенаторские бакенбарды — вид бакенбард, которые не соединены друг с другом и носятся без бороды и усов.
- Фрезе (Frase) — форма бороды, которую носили семиты в Вавилонии. Представляли собой бакенбарды вместе с бородой, но без усов.
- Фавори (Favoris) — узкие бакенбарды, обрамляющие щёки. Они были модны в первой половине XIX века.

## В XIX веке
Бакенбарды вошли в моду в конце XVIII века, когда они покрывали узкой полоской щеки от висков ко рту. В частности, их носили гусары Великой армии. В XIX веке выделилось два основных типа бакенбард. Первый назывался римско-ампирский, когда они сливались с причёской, а второй — английский, при котором волосы в бакенбардах были длиннее и чуть отставали от щёк. Бакенбарды оставались в моде в течение всего XIX столетия и сошли на нет примерно в начале XX века вместе с усами и бородой.

## После 1966 года
В конце 60-х годов XX века бакенбарды и баки вошли вновь в моду как символ мужской свободы и непокорности. Начало моде положили американские хиппи в «лето любви», затем мода распространилась на весь мир, не исключая и СССР. Вариантов ношения бакенбард в те годы было, как правило, два: они были практически спрятаны под длинные причёски либо было хорошо видны при причёсках небольшого объёма, с пробором, не закрывающих уши. Форму и размеры бакенбарды могли иметь любые. Так, бакенбарды отрастили звёзды шоу-бизнеса и музыканты (Элвис Пресли, Дуэйн Оллмэн и другие), спортсмены (Джордж Бест), а иногда герои комиксов и кино, например Росомаха (Marvel Comics), Джон Рут (Курт Рассел) из фильма «Омерзительная восьмёрка». Вышли бакенбарды из моды в первой половине 1980-х годов.

## Знаменитые носители бакенбард
В определённые исторические периоды бакенбарды являлись элементом моды. Некоторые исторические личности, такие как Александр Сергеевич Пушкин, Томас Хаксли, Эмброуз Бернсайд, Артур Шопенгауэр прославились в том числе своими бакенбардами.
- Александр Македонский на помпейской мозаике
- Александр Сергеевич Пушкин
- Артур Шопенгауэр
- Михаил Скобелев
- Александр II
- Дуэйн Оллмэн
- Джем Оздемир